# Distritos de Montreal
Los arrondissements de la ciudad de Montreal consisten en una agrupación de distritos y/o  barrios. 19 de estas delegaciones forman la ciudad de Montreal. Cada uno de estos arrondissements está dirigido por un consejo compuesto de un alcalde y un condejero por distrit (súbdistrio en español), el número de distrits del arrondissement es variable y tiene un territorio definido que puede coincidir o no con los barrios. 
El arrondissement tiene competencias precisas previstas por la ley diferentes al Ayuntamiento de la ciudad.

## Poderes
En esencia, los consejos de distrito asumen los poderes de alcance local en los siguientes terrenos:
- El urbanismo
- La gestión financiera
- La cultura
- El ocio
- Los parques
- La vivienda
- Las vías públicas
- La recogida de residuos
- El desarrollo social y comunitario
- Los recursos humanos
- La prevención en materia de incendios
- La fijación de tarifas no fiscales

## Lista de distritos de la ciudad de Montreal
- Ahuntsic-Cartierville
- Anjou
- Côte-des-Neiges–Notre-Dame-de-Grâce
- Lachine
- LaSalle
- Le Plateau-Mont-Royal
- Le Sud-Ouest
- L'Île-Bizard–Sainte-Geneviève
- Mercier–Hochelaga-Maisonneuve
- Montréal-Nord
- Outremont
- Pierrefonds-Roxboro
- Rivière-des-Prairies–Pointe-aux-Trembles
- Rosemont–La Petite-Patrie
- Saint-Laurent
- Saint-Léonard
- Verdún
- Ville-Marie
- Villeray–Saint-Michel–Parc-Extension

## Fuente
- Web oficial de Montreal

- Datos: Q578521
- Multimedia: Montreal boroughs / Q578521